# Robert Desnos
Robert Desnos (Párizs, 1900. július 4. – Theresienstadt, 1945. június 8.) francia szürrealista költő.

## Élete
Apja piaci grillcsirke-sütő volt. A „kénkőszagú” Saint-Martin negyedben nőtt fel, amely a 14. századtól az alkimista hókuszpókuszok területe volt (innen a jelző). A kénkőszag a gyermek Desnos-t is megcsapta, Nicolas Flamel alkimista alakja sokáig foglalkoztatta, egynéhány versében még azonosította is magát vele.
Patikussegédnek állt, aztán könyvelő lett, később ingatlanügynök volt, majd egy reklámügynökségben dolgozott.
1917-ben jelentek meg első versei. Megismerkedett Benjamin Péret-vel, aki összehozta a szürrealistákkal. 1919-ben szerkesztő lett egy párizsi lapnál. 1924–1929 között a La Révolution surréaliste munkatársa volt.
Már a dadaista mozgalom egyik legkiemelkedőbb költője volt, André Breton, Benjamin Péret és a többiek barátja, mikor még ezeket a kedvére egyáltalán nem való munkákat végezte. Paul Deharme, a párizsi rádió egyik vezetője 1932-ben szerződtette, ezzel megszűntek anyagi gondjai. Körülbelül háromezer szellemes szlogenjét sugározták nyolc év alatt.
Volt olyan év, aminek minden napján megírt egy verset. Tele volt sziporkázó nyelvi ötletekkel.
„...nem túlzás azt állítani, hogy amit Desnos néhány év alatt írt, példaadóan képviseli mindazt, ami 1922 és 1930 között a szürrealizmus lenni akart, és amit tenni akart”. (René Bertelé)
Desnos aktívan részt vett a francia ellenállásban. Az ellenállás kiadójának, az Éditions de Minuit-nek gondozásában megjelenő Valentin Guillois-versek valódi szerzője ő volt.
A Gestapo 1944. február 22-én fogta el. Bár barátai előzőleg figyelmeztették a várható rajtaütésre, nem rejtőzött el, mert attól tartott, hogy a feleségét viszik el helyette. A koncentrációs táborban a gázkamrák előtt sorban álló zsidókhoz oda-oda rohant, elkapta kezüket, és tenyerükből szerencsés megmenekülést jósolt nekik, ily módon tartva bennük a lelket.
Megérte a theresienstadti láger felszabadulását, de öt héttel később tífuszban meghalt. A zsebében megtalálták legutolsó versét.
Más körülmények között Desnos, ha kedve kerekedik, vallásfejedelem, városalapító, egy felkelt nép tribunja lett volna.

## Művei
- Langage cuit (1923)
- Deuil pour deuil (1924)
- La Liberté ou l’Amour (1927, cenzúra által betiltva)
- Les Ténèbres (1927)
- Comment le chameau acquit sa bosse (1928)
- Corps et biens (1930)
- Sans cou (1934)
- Fortunes (1942)
- État de veille (1943)
- Le vin est tiré (1943)
- Contrée (1944)
- Le Bain avec Andromède (1944)
- Chantefables et chantefleurs (1970, posztumusz)
- Destinée arbitraire (1975, posztumusz)
- Nouvelles-Hébrides et autres textes (1978, posztumusz)